# 何凤元
何凤元（1913年3月—1977年2月12日），字东辉，江苏宜兴人。中国民用航空业人物。

## 生平
1913年3月生于宜兴县张渚镇。毕业于苏州中学。
1930年9月至1934年8月，在清华大学文学院外国语文系学习。
1934年9月至1937年1月，在清华大学研究院文科研究所外国语文部学习。曾任清华大学党支部书记、中共北平市委组织部长。1936年失去党组织关系。1937年1月任北京塔斯社编辑。七七事变后，在武汉、上海等地参加抗日救亡工作。1939年9月起，在重庆中国航空公司、加尔各答中国航空公司、中国航空公司营业组等处任干事、处长、编审课长。1944年10月赴美国纽约大学学习。1946年6月回国后，先后在上海中国航空公司、香港中国航空公司任处长等职。1949年11月曾参与兩航事件。之后继续留在香港，负责将大批器材、物资秘密抢运回内地。
1950年1月重新加入中国共产党，同年11月离港抵京，历任军委民航局业务处副处长、中国人民航空公司业务处处长、中国民用航空总局四局局长、中国驻国际民航组织理事会代表处首任代表等职。
1977年2月12日在京逝世，终年63岁。

## 延伸阅读
- . 北京: 红旗出版社. 1988年6月. ISBN 7505100238.
- . 中国民航报: 第3版. 2009年10月26日  [2020年3月19日]. （原始内容存档于2020年3月19日）.